# Province de Margarita
1525–1864
Entités précédentes :
- Nouvelle-Andalousie et Paria

Entités suivantes :
- Département de l'Orénoque (1821)
- État de Nueva Esparta (1864)

La province de Margarita (espagnol : Provincia de Margarita) est une ancienne province de l'Empire espagnol occupant la totalité de la superficie de l'île de margarita et créée en 1525, la première créée sur le territoire de l'actuel Venezuela.

## Histoire
En 1498, l'île de Margarita est découverte par Christophe Colomb lors de son troisième voyage. Plus tard, le 18 mars 1525, l'empereur Charles Quint crée la provincia ou gobernación de Margarita et nomme gouverneur Marcelo Villalobos. À sa mort, sa fille Aldonza Manrique lui succède mais étant donné son âge c'est sa mère, Isabel Manrique, qui assume le gouvernement de l'île. Aldonza Manrique se marie à 16 ans et gouverne l'île durant 33 ans jusqu'à sa mort en 1575.
La province dépend de la Real audiencia de Saint-Domingue jusqu'en 1739, lorsqu'elle est annexée à la vice-royauté de Nouvelle-Grenade, en même temps que les autres provinces vénézuéliennes.
Le processus d'indépendance de la île de Margarita débute le 4 mai 1810, à travers un mouvement dirigé par Juan Bautista Arismendi ; ce jour-là Margarita rejoint le mouvement indépendantiste initié à Caracas le 19 avril de la même année. Un an plus tard, le 5 juillet 1811, las provincias de Barcelona, Barinas, Caracas, Cumaná, Margarita, Mérida et Trujillo se déclarent libres et indépendantes et signent l'Acte d'indépendance qui donne naissance à la Première République. Elles sont rejointes un peu plus tard par la province de Guyane. 
En 1830, après la création de l'État de Vénézuela, elle est une des treize provinces originales. En 1864, lors de la division du pays en 20 États et un Distrito Federal, Margarita prend le nom d'État de Nueva Esparta.